# Hotinja vas
Hotinja vas – wieś w Słowenii, w gminie Hoče-Slivnica. W 2018 roku liczyła 1317 mieszkańców.